# Valle Oriente

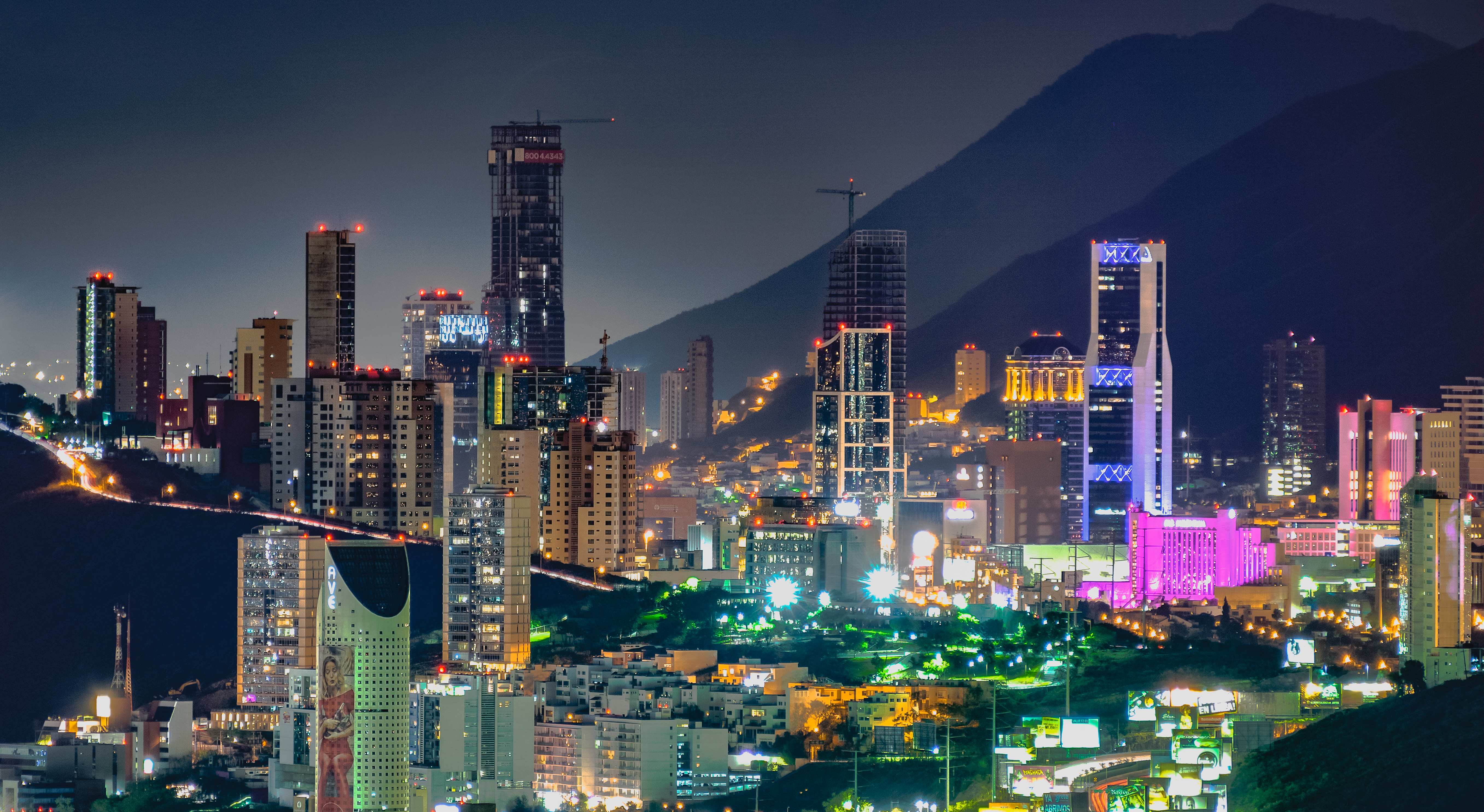
Valle Oriente, donde se concentran la mayoría de rascacielos del Área Metropolitana.

Valle Oriente está localizado dentro de la Zona Metropolitana de Monterrey ubicada en su mayoría dentro del municipio de San Pedro Garza García, aunque también una parte se encuentra en el Municipio de Monterrey. Esto, en el estado de Nuevo León, México.
Esta zona fue planeada durante 15 años y desde su creación en 1993 se pensó hacer el proyecto llamado City Valle o Ciudad del Valle la cual comprendía en hacer una importante zona financiera , habitacional y comercial tanto a nivel nacional como internacional.
Hoy en día aún sigue vigente el proyecto inicial, pero se ha dividido en dos secciones Distrito Armida y Distrito VIVO. Esta zona ha estado creciendo a un ritmo muy acelerado en infraestructura urbana, contando actualmente con diversos proyectos de usos mixtos incluyendo residencial, financiero y comercial, así como hospitalario, como el Hospital Ángeles Monterrey y el Hospital Zambrano Hellion, entre otros.Es hoy en día, junto con la Colonia Del Valle y Bosques Del Valle, la zona con el costo por metro cuadrado más elevado de la ZONA metropolitana de Monterrey con un rango que va desde los 800 USD -1500 USD por m² residencial y 2000-4000 USD por m² comercial y usos mixtos.
La zona comprende 120 ha de las cuales solo lleva el 40% de su desarrollo; se calcula que dentro de los próximos 10 a 15 años puede llegar al 70% de su desarrollo total. Sus límites son colindando con la zona campestre y la sierra madre en San Pedro Garza García y colindando con Jardines Del Paseo, antes del colegio San Patricio, siendo su límite los departamentos Valle De Fundadores y Nuevo Repueblo en Monterrey Nuevo León.
Las sub-zonas que comprenden Valle Oriente son:
San Pedro Garza García:
-Zona San Agustín/Campestre Oriente
-Zona Santa Engracia
-Zona Loma Larga
-Corazón de Valle Oriente  (Torre Avalanz, Plaza Fiesta, Frida Kahlo)
-Zona Privanzas/Rufino Tamayo (1-4) (Torre KOI, LIU, Corporativo VO, Costco)
Monterrey:
-Zona Galerías Valle Oriente (Torre Siena, Corporativo Benavides, Privanzas 5.º Sector)
-Zona Valle Ote /Fundadores / Av Garza Laguera ( Corporativos Autozone y GRUMA, Privanza Los Ángeles, Torre Nación,Torres XO, Privadas Lomas de Montecristo)
-Renacimiento
-Zona VO/Valle Del mirador: Tec Milenio / Aqua / Connexity / Boreal VO

## Turismo
La zona de Valle Oriente es el principal motor de San Pedro Garza García, es un gran punto turístico gracias a sus rascacielos, más de 6 plazas comerciales, un gran número de restaurantes, la mayor concentración de oficinas y negocios en San Pedro Garza García, y diversos atractivos turísticos como el ecológico, ya que el Parque Rufino Tamayo se encuentra en esta zona, también el parque nacional Cumbres de Monterrey se localiza a solo 15 minutos de Valle Oriente, o el turismo de convenciones. Cuenta con 2 hospitales en la zona y un gran número de escuelas de primer nivel. Es, hoy en día, la imagen más moderna de Monterrey NL. Colinda con la Zona del Campestre, que también tiene una concentración de edificios importante dentro del municipio.
También es importante mencionar que esta zona es de las preferidas para vivir para familias de alto poder adquisitivo y expatriados debido a la gran seguridad, infraestructura vial, escuelas de primer nivel conexión a parques y plazas comerciales, oferta gastronómica y de oficinas. Los precios de renta en la zona oscilan desde los 1500 a los 5000 USD mensuales dependiendo ubicación, tipo de residencia (Departamento/Casa) y amenidades. Colinda con cerros como Cerro el Mirador y Cerro Loma Larga, creando un ambiente rodeado de montañas y rascacielos.
Esta zona sería lo más parecido a Santa Fe en la CDMX, con su debida menor escala.

## Rascacielos
Valle Oriente tiene en total más de 8 rascacielos, el más alto es la Torre Koi la cual tiene 279.5 m de altura, siendo el cuarto rascacielos más alto de Latinoamérica y el segundo más alto del estado de Nuevo León y de México. Además de ser una de las zonas más visitadas de la ciudad. 
De los rascacielos emblemáticos destaca la Torre Avalanz (antes Torre CNCI) con sus 167 m de altura y Las torres Metropolitan Center I ,II y III con 165 , 185 y 233 m de altura respectivamente. Hoy en día se encuentra en construcción el Distrito Frida Kahlo que contara con 9 Edificaciones adicionales englobando salud, hotelería, residencias , oficinas y también comercio.Adicionalmente el Distrito VIVO inicio con LATIV, primera de 22 torres de usos mixtos construirse en los próximos 10-15 años. También Torre IKON(Duda Paine),Torre Fundadores en Avenida Fundadores, Ampliación GVO con dos edificios de 10 y 12 niveles, VUE Fundadores , BOREAL VO, son otros de los proyectos/edificios en construcción actualmente en la zona.